# Estación Trigales
Trigales es una estación ferroviaria ubicada en la localidad del mismo nombre, partido de Partido de Leandro N. Alem, Provincia de Buenos Aires, Argentina.

## Ubicación
Se ubica entre las estaciones Mayor José Orellano y Alberdi Viejo

## Historia
En el año 1905 fue inaugurada la estación, por parte del Ferrocarril Buenos Aires al Pacífico, en el ramal de Alberdi a Hipólito Bouchard, que en su actualidad, sus vías están prácticamente levantadas.